# Nada, Kobe
 Nada-ku, Kobe  (灘区) là một trong 9 khu của thành phố Kobe, tỉnh Hyōgo, Nhật Bản.